# Saint-Privat (Hérault)
 Saint-Privat  es una población y comuna francesa, situada en la región de Occitania, departamento de Hérault, en el distrito de Lodève y cantón de Lodève.

## Demografía
| 202 | 183 | 160 | 164 | 197 | 218 |
| Para los censos de 1962 a 1999 la población legal corresponde a la población sin duplicidades (Fuente: INSEE [Consultar]) |     |     |     |     |     |